# Monetazione della Sicilia antica
La monetazione della Sicilia antica è l'insieme delle monete emesse dalle città della Sicilia prima della completa conquista da parte dei Romani.
Poiché la Sicilia era, al tempo di Augusto, una provincia, la sua monetazione non è tradizionalmente inclusa nell'elenco delle Regiones dell'Italia, ma studiata separatamente.
In Sicilia si trovano:
1. Città greche
2. Città puniche, essenzialmente a ovest
3. Insediamenti di popolazioni precedenti all'arrivo dei Greci e dei Fenicio-Punici
4. Città controllate da mercenari: Mamertini, Campani, come è il caso di Entella e Nakone (per quest'ultima, si veda la voce Monetazione di Nakone)

Zecche più importanti
- Nord
  - (Himera, Lipara, Thermae Himerenses, Tyndaris, Zancle - Messana)
- Ovest
  - (Motya, Segesta, Panormus, Solus, Agrigentum, Selinus)
- Est
  - (Syracusa)
- Sud - est
  - (Gela, Camarina, Leontini)
- Nord - est
  - (Aitna, Catana, Centuripae, Naxus, Tauromenium)

N. B.: per tradizione i nomi delle città sono in genere in latino.

## Le tre fasce siciliane
Le zecche della Sicilia antica sono solitamente divise in tre fasce principali, in base al piede monetario adottato.
La zona settentrionale, da Himera a Naxos, adotta un piede euboico di 5,80 g circa
La fascia meridionale da Selinunte a Camarina adotta il piede corinzio con uno statere di circa 8,70 g circa
Siracusa adotta il piede ateniese con un tetradramma di circa 17,40 g.

## La fascia meridionale

### Selinunte
Selinunte è la prima città di Sicilia che conia monete datate intorno al 530-520 a.C. Il piede monetario adottato per lo statere è di 8,70 g e ciò attesterebbe gli strettissimi legami che la città aveva con Corinto che adottava uno statere dello stesso peso.
Come per le prime monete di molte altre città greche usa la tecnica incusa, al dritto vi era la foglia di selinon, il sedano in greco, che cresceva spontaneamente lungo i fiumi che passavano vicina la città e di cui traeva il nome ("tipo parlante"), al rovescio vi è il quadrato incuso. In un secondo tempo (dopo il 515 a.C.) anche nel quadrato incuso del rovescio è rappresentata la foglia di selinon. Nel 480 a.C. ci fu una interruzione della monetazione, che fu ripresa verso 461 a.C. adottando il piede attico, usato anche a monetazione di Siracusa, ossia il tetradramma dal peso di 17,40 g. Al dritto c'è una quadriga con Apollo e Artemide, al rovescio la personificazione del fiume Selinus nell'atto di compiere un sacrificio. Assieme al tetradramma Selinunte conierà anche didrammi (8,70 g) con al dritto Eracle che lotta contro il toro di Creta e al rovescio la personificazione del fiume Hypsas (l'altro fiume di Selinunte), anche questo nell'atto di compiere un sacrificio. La città termina di coniare nel 409 a.C., anno in cui fu distrutta dai Cartaginesi.

### Agrigento
Agrigento come Selinunte conia stateri dal peso di 8,70 g. Le prime monete sono datate dopo il 515 a.C.-510 a.C. poiché quando la zecca agrigentina inizia a coniare lo fa subito adottando due tipi; al dritto viene rappresentato l'aquila stante, il simbolo di Zeus, al rovescio un granchio, un riferimento ai granchi di fiume che dovevano essere numerosi nei pressi della Kolympetra. Dopo il 483 a.C., anno in cui Terone, tiranno della città, conquista Himera, Agrigento non conierà più, poiché Himera batterà moneta al posto della zecca agrigentina. La coniazione riprenderà nel 461 a.C. adottando il piede siracusano del tetradramma, ma lasciando immutati i tipi, aquila al dritto, granchio al rovescio. Talvolta in alcune serie vi potevano essere rappresentate due aquile con una preda, e al rovescio, assieme al granchio l'immagine di Scilla. Dopo il 430 a.C. anche Agrigento adotterà come tipo al dritto la quadriga siracusana, sebbene il granchio verrà ancora rappresentata nell'esergo della moneta,; al rovescio vi è l'aquila. Durante l'invasione cartaginese del 410 a.C.-405 a.C. la zecca conierà monete in oro, per la precisione decadrammi (10 dracme) usato per pagare i mercenari. I tipi sono al dritto la quadriga, al rovescio due aquile con preda. Questa è l'ultima moneta di epoca classica poiché la città verrà distrutta dai Cartaginesi nel 406 a.C.
La coniazione riprenderà nel 341 a.C. circa anno in cui Timoleonte farà coniare monete con piede e tipi corinzi. Dopo la conquista romana 210 a.C., le zecche batteranno per lo più monete in bronzo. la zecca chiuderà nel I secolo d.C.

### Gela
La città di Gela inizia a coniare le prime monete attorno al 490 a.C. utilizzando il piede di Agrigento (didrammo da 8,70 g), ed utilizzando due tipi; al dritto un cavaliere armato, al rovescio un toro con volto umano (toro androprosopo), interpretato come il fiume Gelas che per la sua natura violenta veniva paragonata ad un torrente. Il cavaliere invece è un riferimento storico preciso, ossia al potere militare del tiranno Ippocrate, che in quel periodo governava la città sicula.
Dopo la morte di Gelone 478-477 a.C. verrà introdotto il tetradramma siracusano, nel cui dritto vi è il tipo della quadriga, e al rovescio la solita protome del toro androprosopo.
Al 440 circa è stata datata una serie che presenta al dritto la quadriga e al rovescio il toro androprosopo incoronato da Sosipoli, il nome è scritto nella stessa moneta, ed è stata interpretata come una monete celebrativa della vittoria delle città greche su Ducezio.
Tra le ultime serie più interessanti coniate nella zecca gelese vi è un tetradramma in cui al dritto vi è la quadriga mentre al rovescio un giovinetto circondato da tre pesci; anche questo tipo è interpretato come la personificazione del fiume Gela, per via del corno presente sulla fronte e dei tre pesci che lo circondano. Questa rappresentazione del fiume Gelas richiama il tipo usato a Siracusa (al rovescio delle monete) della ninfa Aretusa, che veniva rappresentata con dei delfini che nuotavano intorno.
Anche la coniazione di Gela terminerà nel 405 a.C., con la distruzione della città da parte dei Cartaginesi. Riprese nel 339 a.C. sotto la figura di Timoleonte, anche se in forma ridotta. Sulle monete fu rappresentata una testa femminile sul Dritto e l'immagine della divinità fluviale in sembianze mature sul Rovescio.
La monetazione geloa riprese dopo la distruzione di Gela del 282 a.C. nella nuova sede dei Geloi: Finziade (l'odierna Licata). Tali monete battute sotto il nome dei Geloi presentavano il dio fluviale sul Dritto e un guerriero che sacrifica l'ariete sul Rovescio.

### Camarina
Camarina inizia a coniare quasi contemporaneamente alla città di Gela 490-485. Questo perché la città in quel periodo era sotto il controllo del tiranno di Gela, Ippocrate. Il piede adottato è il didramma da 8,70 g, mentre i tipi sono al dritto un elmo corinzio al centro di uno scudo, e al rovescio una palma nana con a fianco due schinieri; entrambi i tipi fanno perciò riferimento alla dominazione gelese del periodo. La prima fase arcaica della coniazione termina dopo pochi anni, nel 484, quando Gerone tiranno di Siracusa deporta gli abitanti nella sua città.
Le città inizierà di nuovo a coniare nel 461, anno in cui, su iniziativa di Gela, la città viene nuovamente popolata. Il piede adottato è quello siracusano, così come per il tipo di dritto. Difatti al dritto vi è la quadriga, al rovescio Eracle con leontè, cioè la pelle del leone nemeo con cui l'eroe viene spesso raffigurato.
Un'altra serie presenta al dritto la personificazione del fiume Ipparis, al rovescio la ninfa Camarina su cigno. In questo periodo coniò anche molte frazioni, tra cui litre in argento.
L'ultima coniazione risale al 405, sono delle monete in oro, usate per pagare i mercenari durante l'invasione cartaginese; al dritto vi è Atena con elmo attico, al rovescio due ramoscelli d'ulivo.
Come per altre città di Sicilia, Camarina finirà di coniare nel 405, quando verrà distrutta dai Cartaginesi.

## La fascia settentrionale
Il piede adottato è quello di 5,80g. Non si sa bene da dove derivi tale valore. L'ipotesi più accreditata ipotizza che tale valore fosse un peso che ben si adattava ai mercati delle popolazioni indigene della Sicilia e dell'Italia. Difatti le città che adotteranno questo piede sono tutte città che basano la propria economia su rapporti commerciali non solo con le città greche ma anche con le popolazioni indigene.

### Himera
Inizia a coniare intorno al 525 a.C. utilizzando la tecnica incusa. I tipi adottati sono al dritto un gallo (non si sa il motivo della scelta di tale tipo) al rovescio un quadrato incuso. Quando si adotterà la coniazione con 2 tipi (dopo il 515), a rovescio rappresenta una gallina.
Nel 483 a.C. la città verrà conquistata dal tiranno Terone di Agrigento, tale evento si riflette anche nella numismatica. Il piede viene sostituito, si passa dalla dracma calcidese di 5,80 g a quella adottata ad Agrigento ossia il didramma euboico-attico di 8,70, anche i tipi cambiano. Al dritto resterà l'immagine del gallo mentre al rovescio compare il granchio, il tipo distintivo di Akragas. Questo voleva essere una conferma del fatto che Himera fosse sotto il controllo di Agrigento.
Dopo al caduta di Terone (472 a.C.) la moneta adotterà il piede siracusano. I tetradrammi di Himera rappresentano al dritto la tipica quadriga siracusana, al rovescio la ninfa Himera nell'atto di fare un sacrificio, in un'altra serie al rovescio oltre alla Ninfa vi è un satiro che si sta lavando con l'acqua che esce da una protome leonina, questo era un chiaro riferimento geografico, alle terme di Himera. È una delle prime colonie a battere moneta in bronzo per sostituire le piccole monete d'argento difficilmente maneggiabili. Conia pentonkion con testa di medusa nel dritto e simbolo di valore nel rovescio, e emilitron con testa femminile e leggenda "IM" nel dritto e simbolo di valore nel rovescio. 
La città terminerà di coniare nel 409 a.C. anno in cui verrà distrutta dai Cartaginesi.

### Naxos
La città di Naxos inizia a coniare dopo il 515 a.C. poiché fin dal suo primo statere adotterà il doppio tipo. Il piede è di 5,80g. I tipi sono al dritto la testa di Dionisio ed al rovescio un grappolo d'uva. Entrambi i tipi sono un riferimento alla produzione vinicola del territorio.
La fase arcaica terminerà quasi subito, nel 490 a.C., anno in cui la città verrà conquistata da Ippocrate. Nel 476 a.C. gli abitanti verranno trasferiti da Ierone di Siracusa nella città di Leontini.
La città conierà nuovamente nel 461 a.C., quando alla fine della tirannide dei Dinomenidi di Siracusa i vecchi abitanti torneranno nella propria città. Il piede adottato sarà il tetradramma siracusano ma non verrà mai utilizzato il tipo siracusano della quadriga. Al dritto vi è rappresentato la testa di Dionisio con foglie d'edera (stile severo), al rovescio un sileno itifallico accosciato con una coppa di vino in mano, attorno vi è la legenda NAXION.
La città finirà di coniare nel 403 a.C., anno in cui verrà distrutta da Dionisio I tiranno di Siracusa. A quest'anno viene datato un tesoretto rinvenuto proprio a Naxos. In questo tesoretto vi sono monete proveniente dalle città siciliane di Catana, Messana, Siracusa e dalle città di Reggio e Atene

### Zancle
La città inizia a coniare alla fine del VI secolo. I tipi adottati per lo statere sono al D/ un delfino entro una falce, al R/ il quadrato incuso. La falce è un riferimento geografico poiché rappresenta il porto della città su cui si basava l'economia, difatti il nome stesso della città, Zancle, in greco vuol dire falce. Nella monetazione di Zancle vi è un {\displaystyle unicum} della monetazione siceliota, difatti in una di queste serie in tecnica incusa sia il dritto che il rovescio hanno lo stesso tipo. Se questo era un elemento comune nelle prime monete Italiote in Sicilia solo Zancle realizzerà monete incuse con questa caratteristica.
Quando si adottò il doppio tipo al posto del quadrato incuso vi è Poseidone.
Dall'inizio del V secolo la Storia di Zancle è strettamente legata alla storia di Reggio. È proprio all'inizio del V secolo che Anassilao diventa tiranno di Reggio e tenta di dominare anche Zancle al fine di avere un diretto controllo sulle città dello stretto. Per fare ciò occupa la città di Zancle e nel 494 vi insedia un gruppo di Samii, questi però romperanno l'alleanza con Anassilao per schierarsi con Siracusa, tant'è che in questo periodo a Zancle verranno realizzati dei tetradrammi con D/ la spoglia di un leone e al R/ la prora di una nave.
Anassilao allora occupa nuovamente l'insediamento e nel 489 vi insedia un gruppo di Messeni, da lì in poi la città si chiamerà Messana.
Dopo la rifondazione della città verranno conianti dei tridrammi dal peso di 17,40 g (5,80 x 3) in cui al D/ vi è la testa di un leone e al R/ al testa di un vitello.
A partire dal 480 anche Zancle inizierà a coniare tetradrammi sullo stile siracusano; al D/ vi rappresentata una biga di mule al R/ una lepre. La biga di mule fa riferimento ad un evento storico preciso ossia la gara vinta in questa disciplina proprio da Anassilao alle olimpiadi, la lepre è da ricollegare ad un culto introdotto dal tiranno. Questi due tipi resteranno pressoché immutati, anche dopo al caduta della tirannide. In alcune serie in eserga ricompare il delfino.
Dopo al caduta della tirannide di Anassilao risale una seria, nota con un solo esemplare, in cui è rappresentato la dritto una divinità saettante, probabilmente Zeus, e al rovescio un delfino, una conchiglia e la legenda ΔΑΝΚΛΑΙΟΝ (Danklaion). Ci sono due ipotesi che riguardano questa serie, una afferma che la moneta sia stata coniata nella stessa Messana, che per celebrare la riacquistata libertà reintroduce vecchi tipi; l'altra ipotesi invece farebbe risalire la produzione di tale serie ad un gruppo di esuli zanclei nella loro nuova sede di Mylai.
La città terminerà di coniare nel 396 anno in cui venne distrutta dai cartaginesi.

## Siracusa
La città che per ultima coniò nel VI secolo a.C., intorno al 510 a.C., è Siracusa. Questa città siciliota rappresenta un caso particolare poiché nel momento in cui iniziò a coniare lo fece subito adottando come moneta principale un tetradramma, una moneta dal valore di quattro dramme del peso di 17,40 grammi. Tale scelta è da ricollegare al fatto che la città, nel momento in cui iniziò a coniare, volle fin subito entrare nei circuiti commerciali della madre patria, e poiché in Grecia la moneta più forte del momento era il tetradramma ateniese adottò lo stesso valore.
I tipi del tetradramma sono al dritto una quadriga, riferimento all'aristocrazia cittadina, mentre al rovescio compare la testa della ninfa Aretusa con la legenda ΣΥΡΑΚΟΣΙΩΝ (SURAKOSIŌN), cioè "dei Siracusani".
La più nota moneta siracusana è il demareteion, una moneta citata con questo nome sin dall'antichità.
Con la seconda guerra punica Siracusa si schierò con Cartagine e questo causò la conquista della città da parte dei romani nel 212 a.C. e la cessazione delle monetazione in oro e argento sebbene serie in bronzo continuarono a essere coniate.

## Zecche minori

### Leontini
In questa polis la monetazione inizia nel 476-475 a.C. anno in cui Ierone di Siracusa vi trasferì i vecchi abitanti di Catana e Naxos, governati dal tiranno Ainesidemos, tiranno vassallo di Ierone. Per via del diretto controllo Siracusano, lo statere adottato è il tetradramma che presenta al dritto una quadriga e al rovescio la testa di un leone circondata da quattro chicchi di orzo. Il tipo di rovescio è un tipo parlante, poiché il leone fa riferimento al nome stesso della città Leontini appunto, mentre i chicchi di orzo fanno riferimento all'economia della città, basata sulla coltura dei cereali.
Con la caduta della tirannide dei Dinomenidi 466 a.C., si abbandona il tipo siracusano della quadriga che verrà sostituita dalla testa del dio Apollo, simbolo della riacquistata libertà; l'altro tipo resterà quello del leone tra i chicchi d'orzo.
La città terminerà di coniare nel 422 a.C.

### Catana
Anche questa città, come Leontini, inizia a coniare nel 476 a.C., anno in cui la città verrà rifondata con il nome di Aitna, i suoi vecchi abitanti verranno trasferiti a Leontini e al loro posto verranno messi dei coloni siracusani e peloponnesiaci. Come conseguenza si ha che lo statere è il solito tetradramma siracusano e i tipi adottati furono l dritto la quadriga e al rovescio Zeus seduto in trono.
Con la caduta della tirannide dei Dinomenidi 466 a.C. i tipi cambieranno, al dritto vi è un toro androprosopo in corsa, personificazione del fiume Amenanos, con satiro che lo cavalca e legenda KATANANION (Katananion), al rovescio una Nike alata.
A partire dalla seconda metà del V secolo si ripresenteranno i tipi siracusani, soprattutto la quadriga, mentre al rovescio vi è la testa del dio Apollo. Alcune di queste serie sono firmate da alcuni dei più famosi incisori come ad esempio Euainetos e Prokles. In questo periodo la zecca catanese riconierà tantissime monete selinuntine. La zecca cessa di esistere nel 403 a.C. anno in cui la città verrà conquistata da Dionisio I.

## La zona punica ed elima
La fascia più occidentale dell'Isola è occupata dalle città puniche ed elime. Anch'esse conieranno le proprie monete, adoperando tipi autonomi o ispirati soprattutto alle monetazioni di Siracusæ, Akragas, Segesta e della vicina Selinunte, ma in un momento successivo rispetto alle poleis greche della costa.

### Segesta
Segesta, la capitale economico-politica degli Elimi, inizia a battere moneta intorno al 490-480 a.C., precedentemente alla battaglia di Imera, come è quasi unanimemente riconosciuto dagli studiosi e storici dell'arte che se ne sono occupati.
Essa comincia a monetare l'argento adoperando il diffuso standard euboico-attico, con un didramma pesante circa 8,7 grammi.
Recentemente, S. Mani Hurter ha proposto di abbassare al 475/0-455/0 a.C. l'inizio della monetazione di Segesta. Tuttavia la studiosa elvetica non sembra tenere in debita considerazione i numerosi elementi di carattere storico-archeologico e stilistico, che suggeriscono con evidenza, per le prime emissioni segestane, un innalzamento di almeno un decennio di tale cronologia iniziale.
Il più antico nominale coniato è il didramma. I tipi adottati fin dai primordi sono al dritto il cane (cirneco dell'Etna), mentre il rovescio è assegnato a una testa femminile variamente acconciata e interpretata, che la gran parte degli studiosi ritiene di potere identificare con la ninfa eponima Egesta.
Allo stato attuale delle nostre conoscenze, sembra che la presenza del cane sia da ricondurre al locale mito ancestrale della fondazione di Segesta stessa di cui parlano le fonti storiche (Scolii a Licofrone; Servio), e rappresenti il dio fluviale Krimisos trasformatosi in cane. Allo stesso tempo, sempre sulla scorta delle fonti, l'animale è visto come il paredro della ninfa Egesta, e quindi un riferimento al culto della dea madre, molto sentito presso le popolazioni mediterranee, da cui una componente dell'etnos degli Elimi avrebbe avuto origine. Altri vedono nella figura del cane, molto diffuso nell'agro siciliano, un chiaro riferimento geografico e altri ancora più semplicemente un animale legato al culto di Afrodite.
La legenda è scritta in caratteri greci mutuando, a quanto sembra, l'alfabeto corinzio, ma nella lingua anellenica degli Elimi. Essa ricorre maggiormente nella forma ΣΕCΕΣΤΑΖΙΒ (Segestazib) e, almeno in una serie, accompagnata dalla forma verbale EMI (Emi) alla fine della sequenza. Gli studiosi non sono concordi nell'attribuire un significato a questa iscrizione, tuttavia sembra molto verosimile, analogamente alle altre coeve legende monetali siceliote, che possa trattarsi dell'etnonimo declinato nella forma del genitivo plurale, per indicare l'appartenenza all'autorità-etnos della polis emittente. Questa ipotesi trova conferma negli esemplari "bilingui", che indicano una maggiore apertura al commercio e agli scambi con l'area ellenofona e una più ampia circolazione di valuta segestana al di fuori della propria area di influenza, intorno all'ultimo ventennio del V sec. a.C. In questi ultimi esemplari, su un lato compare la già citata legenda in lingua elima e sull'altro la corrispondente legenda in greco EGESTAION (cioè "dei Segestani"). Tale superiore considerazione è supportata archeologicamente dalla massiccia importazione di ceramiche attiche a Segesta nel corso del V secolo a.C., rinvenute per la maggior parte e a più riprese nell'area del c.d. "scarico di Grotta Vanella".
Un discorso a parte merita la monetazione frazionaria che, disponendosi lungo tutto l'arco del V secolo a.C., rivela dei legami molto forti con Eryx, la città-santuario degli Elimi, come dimostrano alcune litre a doppia legenda ΣΕCΕΣΤΑΖΙΒ-EPVKINON.
A partire dall'ultimo quarto del V secolo a.C. Segesta inizia a coniare i tetradrammi, che si affiancano alla produzione dei didrammi, in cui il rovescio rimane pressoché invariato. Di questi ultimi, l'elemento ricorrente è la testa della ninfa Egesta, mentre al dritto compare una figura maschile nuda, affiancata da una coppia di cani. Alcuni studiosi hanno visto in questa figura la personificazione del dio Krimisos, altri Aceste, fondatore della città elima, altri il dio Pan, per la presenza di un piccolo corno su un esemplare, e altri ancora un cacciatore.
Ancora nella seconda metà del V secolo a.C., Segesta comincia a monetare anche il bronzo, assegnando ai conî gli stessi tipi dell'argento, ma questa volta invertiti, poiché al dritto ricorre la testa della ninfa Egesta, mentre al rovescio il cane, con i globetti che ne indicano il valore (tetronkion, trionkion, dionkion, onkia). Da questo momento in poi, tale monetazione si dispone parallelamente a quella dell'argento.
Nel periodo della spedizione cartaginese del 409-405 a.C. i tipi rimarranno pressoché invariati, a parte alcune influenze stilistiche che risentono della produzione fenicio-punica. In alcune serie invece compare, al dritto, la quadriga del tipo siracusano, mentre al rovescio ritroviamo la summenzionata figura maschile con i cani.
La monetazione autonoma di Segesta ha termine nel 397 a.C., con la campagna di Dionisio I di Siracusa nella Sicilia occidentale, per distruggere le città puniche ed elime.
In epoca romana, dopo alterne vicende, la zecca di Segesta riprende la propria attività, seppur limitatamente a modeste emissioni in bronzo, di cui è noto il tipo con Enea che trasporta in spalla il padre Anchise. Essa si spegnerà gradualmente e, sembra, definitivamente in epoca imperiale.

### Mozia
La zecca di Mozia entra in funzione molto tardi, rispetto alle altre zecche della Sicilia greca, a partire dal 430 a.C. circa, per influenza della vicina Segesta. Conseguentemente a ciò, essa adotta lo stesso piede euboico-attico, cioè un didramma di circa 8,7 grammi. Anche i primi tipi di cui abbiamo conoscenza sono simili a quelli di Segesta; al dritto il cane, al rovescio una testa femminile, tradizionalmente identificata con la ninfa Mozia. In un'altra serie di didrammi vi è al dritto un giovane che compie evoluzioni su un cavallo e al rovescio la stessa testa femminile della ninfa Mozia.
Come per Segesta, anche nelle prime emissioni argentee di Mozia la legenda etnonima ricorre prevalentemente in caratteri greci nella forma del genitivo plurale MOTYAION. Tuttavia è da rilevare che in seguito, come anche in alcune frazioni, essa ricorrerà in caratteri punici nella forma semitica MTW. 
Sul significato del nome sono state avanzate varie ipotesi nel tempo, la più verosimile lo fa derivare dal fenico MTW o HMTW che troviamo nelle serie appena menzionate, e che significa "la filanda", cioè a dire "luogo dove si tesse", come é dimostrato archeologicamente dalle recenti scoperte di specifiche aree "industriali" dell'antico centro, deputate alla tessitura e alla colorazione delle stoffe.
Dopo la spedizione cartaginese del 409-405 a.C. verranno coniati viepiù tetradrammi, su cui però verranno adottati alcuni tipi sicelioti "punicizzati", in particolare il granchio e l'aquila presi dalla monetazione di Akragas, e una testa femminile stilisticamente molto vicina a quella della ninfa Aretusa delle emissioni siracusane. Alcune delle ultimissime serie moziesi presentano un particolare accoppiamento: al dritto il tipo simile alla ninfa siracusana Aretusa e al rovescio il granchio.
La città terminerà di coniare nel 397 a.C., anno in cui verrà distrutta dalla furia devastatrice di Dionisio I di Siracusa.

## Le prime coniazioni
Secondo Rutter e Aldina Tusa Cutroni l'inizio della monetazione in Sicilia dovrebbe essere collocata nel terzo quarto o nella seconda metà del VI secolo a.C., all'incirca nello stesso periodo dell'inizio della monetazione in Magna Grecia, lungo le coste del mare Ionio e comunque non prima del 550 a.C.. Tuttavia, qualche studioso giunge a proporre il 580-570 a.C. come data iniziale per la nascita della moneta a Selinus.
Quasi tutti gli studiosi concordano nell'affermare che la prima zecca a battere moneta in suolo siciliano sia stata proprio Selinus, seguita a breve lasso di tempo da Himera, a loro volta seguite verso il 525 a.C. dalle monetazioni di Naxos e Zancle. Akragas e Syracusæ seguono poco dopo, verso la fine del VI secolo. Comunque, c'è una sostanziale unanimità a riconoscere nelle poleis calcidesi le più antiche zecche di Sicilia.
Non si hanno ancora in questo periodo monete di altri centri importanti come Katana, Gela o Camarina né delle città non greche.
Come visto in precedenza, non esiste una uniformità ponderale del piede monetario. Anche le tecniche e i tipi usati variano considerevolmente.
Alcune città, come Selinus e Himera usano inizialmente la tecnica del quadrato incuso. In un secondo momento sul punzone usato come conio di martello viene riportato un disegno che richiama il tipo del dritto, quello che si trova sul conio d'incudine, come avviene a Syracusæ. In questo quadro dinamico, Zancle rappresenta una peculiarità in quanto utilizza le tecniche del "quadrato incuso", della "monetazione incusa" magno-greca e del "doppio rilievo".
Caratteristica peculiare della monetazione siceliota è l'adozione di tipi che occupano interamente la faccia della moneta (è il caso del satiro di Naxos), quando ciò non accade, si assiste a una maniacale operazione di riempimento dei vuoti, ottenuta in vari modi: dalla disposizione della legenda intorno all'immagine che occupa il campo, all'introduzione di nuovi elementi decorativi, come i quattro delfini attorno alla ninfa Aretusa a Siracusa o i quattro chicchi d'orzo a Leontinoi, alla comparsa nell'esergo di vari elementi.
Questa caratteristica fa sì che se nelle monete della Grecia i tipi restano pressoché invariati, per tutta la storia della monetazione, in Sicilia invece si assiste ad una maggiore varietà e vivacità, in particolare nei centri che conieranno monete in quantità minori.

### Singole zecche
- Erich Boehringer, Die Münzen von Syrakus, Berlin, 1929.
- Maria Caccamo Caltabiano, La monetazione di Messana. Berlino-New York, 1993.
- Herbert Cahn, Die Münzen der Sizilischen Stadt Naxos, Basilea, 1944.
- Sebastiano P. Maltese, I tetradrammi di Leontinoi. Dinamiche produttive e storico-artistiche, Trieste 2023.
- S. Mani Hurter, Die Didrachmenprägung von Segesta, Biel, 2008.
- G.K. Jenkins, The coinage of Gela, Berlin, 1970.
- Colin M. Kraay, The Archaic Coinage of Himera, Napoli, Centro Internazionale di Studi Numismatici, 1984.
- Antonino Salinas, Sul tipo de’ tetradrammi di Segesta, Firenze, 1870.
- Ulla Westermann, G.K. Jenkins: The coinage of Kamarina, Londra, 1980.